# Kinesisk oliv
Kinesisk oliv (Canarium album) är en tvåhjärtbladig växtart som först beskrevs av João de Loureiro, och fick sitt nu gällande vetenskapliga namn av Rausch. Kinesisk oliv ingår i släktet Canarium, och familjen Burseraceae. Inga underarter finns listade.
Frukten från den kinesiska oliven är ätbar och är en populär ingrediens i det östasiatiska köket.